# Northern Chaos Gods
Northern Chaos Gods é il nono album in studio del gruppo musicale  norvegese Immortal, pubblicato nel 2018 dalla Nuclear Blast.

## Registrazione e produzione
Il gruppo lavorò all'album che doveva essere il seguito di All Shall Fall dal 2010 al 2014, però la separazione con Abbath costrinse Demonaz a riscrivere tutto l'album da capo, terminandolo solo nel 2016.
L'8 di gennaio del 2018 è stata rivelata la tracklist completa dell'album, mentre la copertina il 20 aprile. Il giorno 11 maggio è stato distribuito il brano Northern Chaos Gods come singolo, il 30 giugno è stata diffusa la traccia che chiude il disco Mighty Ravendark.
L'album è stato in parte registrato ai Conclave Studio (qui chiamati Konclave Studios) di Bergen (Norvegia), la batteria ai The Abyss del produttore del disco Peter Tägtgren.

## Tracce
Testi e musiche di Demonaz, arrangiamenti a cura di Demonaz e Horgh.
1. Northern Chaos Gods – 4:25
2. Into Battle Ride – 3:50
3. Gates to Blashyrkh – 4:38
4. Grim and Dark – 5:27
5. Called to Ice – 5:06
6. Where Mountains Rise – 5:51
7. Blacker of Worlds – 3:43
8. Mighty Ravendark – 9:14

## Formazione
- Demonaz Doom Occulta - voce,  chitarra
- Horgh - batteria

Altri musicisti
- Peter Tägtgren - basso